# Élection présidentielle américaine de 2020 en Arizona
L'élection présidentielle américaine de 2020 en Arizona, cinquante-neuvième élection présidentielle américaine depuis 1788, a lieu le 3 novembre 2020 et conduit à la désignation du Démocrate Joe Biden comme quarante-sixième président des États-Unis.

## Résultats des élections en Arizona
| Candidat présidentiel | Vice-président | Parti politique | Vote populaire | %     | Vote électoral |
| --------------------- | -------------- | --------------- | -------------- | ----- | -------------- |
| Joe Biden             | Kamala Harris  | Démocrate       | 1,631,195      | 49,4  | 11             |
| Donald Trump          | Mike Pence     | Républicain     | 1,612,585      | 48,83 | 0              |
| Dr. Jo Jorgensen      | Spike Cohen    | Libertarien     | 49,406         | 1,5   | 0              |
| Autres                | /              | /               | 9,059          | 0,27  | 0              |

## Analyse
|                                                   | Comté(s)   | Pourcentage |
| ------------------------------------------------- | ---------- | ----------- |
| Comté le plus démocrate                           | Santa Cruz | 67,2        |
| Comté le moins démocrate                          | Mohave     | 23,8        |
| Comté le plus républicain                         | Mohave     | 75%         |
| Comté le moins républicain                        | Santa Cruz | 31,6        |
| Comté(s) démocrate en 2016 et républicain en 2020 | /          | /           |
| Comté(s) républicain en 2016 et démocrate en 2020 | Maricopa   | /           |

On remarque un tendance à voter de plus en plus républicain dans le centre de l'État, tandis que dans la moitié sud et nord-est le vote démocrate s’amplifie. Le seul comté à avoir changé de majorité est celui de Maricopa, comté qui n'avait plus changé depuis plus de soixante-dix ans.